# جوشکاری ضربه‌ای
جوشکاری ضربه‌ای (PEW) یک فرایند جوشکاری قوسی است. حرارت مورد نیاز از طریق یک قوس الکتریکی که در اثر تخلیه کوتاه انرژی الکتریکی ایجاد می‌شود، تأمین می‌گردد و این در حالی است که پس از این تخلیه، یک نیروی ضربه‌ای اعمال می‌شود. حرارت تولیدشده توسط تخلیه، ناحیه نازکی از فلز را در سطح قطعات کاری ذوب می‌کند و با برخورد قطعات به یکدیگر، آن‌ها به هم جوش می‌خورند و یک اتصال جوشی تشکیل می‌شود.
به طور دقیق‌تر قطعاتی که باید جوش داده شوند از هم جدا نگه داشته می‌شوند، به‌طوری‌که یکی در یک نگهدارنده ثابت قرار دارد و دیگری در گیره‌ای که بر روی یک اسلاید نصب شده و تحت فشار زیاد فنر پشتیبانی می‌شود. هنگامی که گیره متحرک آزاد می‌شود، به سرعت حرکت کرده و قطعه‌ای که باید جوش داده شود را حمل می‌کند. وقتی دو قطعه تقریباً 1.5 میلی‌متر از یکدیگر فاصله دارند، یک تخلیه ناگهانی انرژی الکتریکی رخ می‌دهد که باعث ایجاد قوس شدید بین دو سطح و گرم شدن آن‌ها تا دمای بالا می‌شود. هنگامی که قطعات تحت فشار زیاد با یکدیگر تماس پیدا می‌کنند، قوس به دلیل ضربه بین دو قسمت خاموش شده و نیروی بین آن‌ها باعث ایجاد جوش می‌شود.
این فرآیند جوشکاری شباهت زیادی به جوشکاری فلاش و جوشکاری فشاری دارد، اما به قطعاتی با هندسه و سطح مقطع یکسان محدود می‌شود. این روش نسبت به دو فرآیند دیگر پیچیده‌تر است.
جوشکاری قوسی ضربه‌ای فرآیندی است که در آن ترکیبی از جوشکاری میکرو قوسی TIG با حرکت مکانیکی "ضربه‌ای" استفاده می‌شود که اجزای قوسی را به هم فشار می‌دهد. حرارت حاصل از قوس باعث ایجاد دو سطح مذاب می‌شود که وقتی به هم فشار می‌آیند، به‌عنوان یک جوش به هم متصل شده و قوس خاموش می‌شود و در نتیجه، یک جوش کناری (Butt weld) تشکیل می‌شود.
این فرآیند بسیار سریع و قابل کنترل است و از آنجا که به دقت بالایی نیاز دارد، نیازمند عناصر کنترل در زمان واقعی با سرعت بالا و انعطاف‌پذیری برنامه‌پذیر برای ارائه یک سیستم با استاندارد تولید است. در این روش می‌توان فلزاتی همچون مس، مولیبدن، فولاد ضد زنگ کربن پایین، آلیاژهای فولاد-آلومینیوم کربن متوسط و آلیاژهای فولاد-نیکل را با کیفیت بسیار بالایی جوشکاری کرد.

## تاریخچه
اتصال سیم‌های نازک آلومینیومی همواره با دشواری زیادی همراه بوده است، زیرا لایه اکسیدی مانع از جریان یافتن بخش‌های فلزی به یکدیگر می‌شود، مگر اینکه فلز تا حدی سیال شود که این لایه اکسیدی شکسته شده و از بین برود. اگر این کار بر روی مقاطع کوچک انجام شود، ممکن است کل جرم فلز اکسید شده و در نتیجه، اتصال شکننده یا خردشونده گردد.
در سال ۱۹۰۵، لوئیس دبلیو. چاب از شرکت وستینگهاوس الکتریک و تولید در پیتسبرگ، پنسیلوانیا، کشف کرد که اگر دو قطعه سیم به پایانه‌های یک خازن باردار متصل شده و سپس با نیرویی به یکدیگر برخورد کنند، انرژی الکتریکی کافی در نقطه تماس متمرکز می‌شود تا سیم‌ها را ذوب کند، در حالی که نیروی ضربه باعث جوش خوردن آن‌ها به یکدیگر خواهد شد.
بر این اساس، یک فرایند جوشکاری توسعه یافت و توسط شرکت وستینگهاوس مورد استفاده قرار گرفت. همچنین، ماشین‌آلاتی ساخته شدند که قادر به جوشکاری انواع سیم‌ها تا سایز گیج ۱۳ بودند. این فرایند جوشکاری الکترو-ضربه‌ای نام گرفت.
با این حال، تعریفی که از جوشکاری ضربه‌ای ارائه شده، تا حدودی مبهم است. به نقل از راهنمای جوشکاری: "اصطلاح جوشکاری ضربه‌ای یا پرکاشن در سال‌های اخیر مورد سوءاستفاده قرار گرفته است، زیرا برای برخی از انواع جوش‌هایی که در زمان‌های بسیار کوتاه انجام می‌شوند، به‌کار برده شده است."

## پروسه

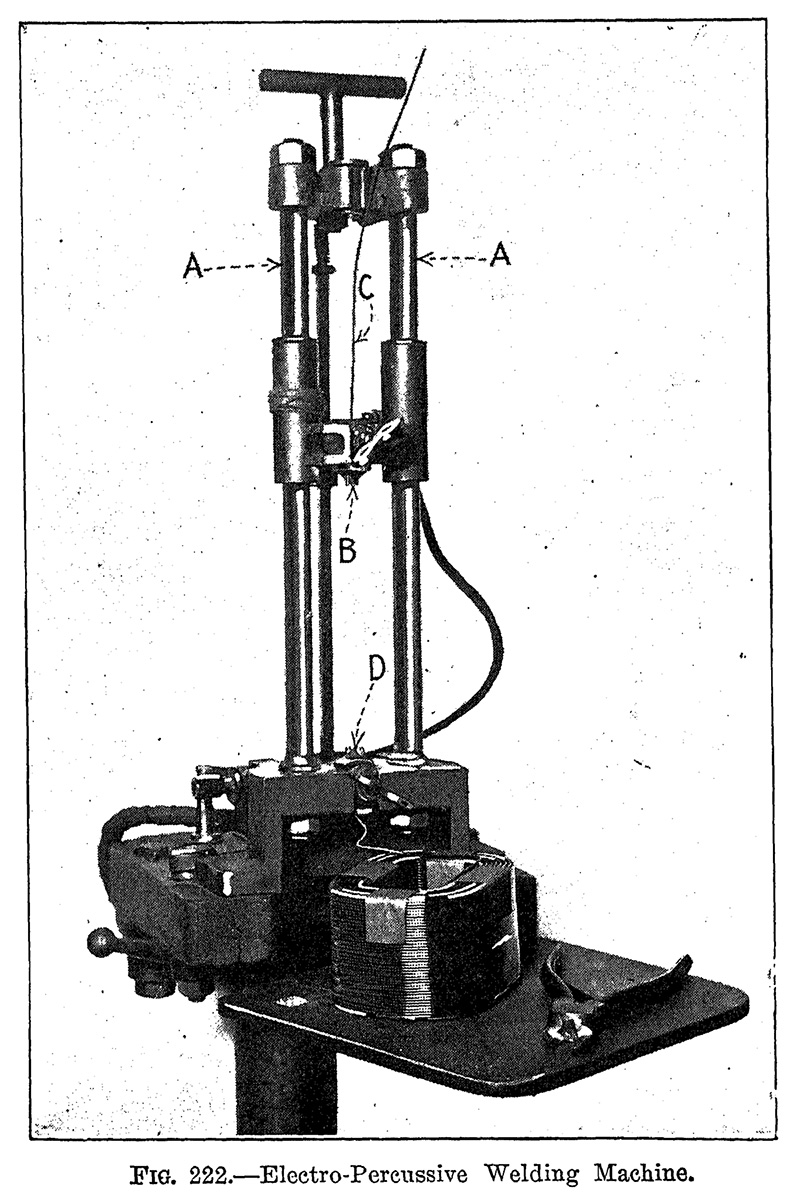
دستگاه جوش الکترو‌ضربه‌ای. شرکت وستینگهاوس، حدود سال 1915

انرژی الکتریکی مورد نیاز برای جوشکاری ضربه‌ای می‌تواند از طریق یک ترانسفورماتور، به‌صورت جریان متناوب (AC)  یا یکسو شده، یا از طریق تخلیه خازن‌ها تأمین شود.
به دلیل کوتاه بودن مدت زمان قوس الکتریکی و این واقعیت که تمام انرژی جوش از همین قوس تأمین می‌شود، مقاومت الکتریکی قطعاتی که قرار است جوش داده شوند، تأثیری بر میزان حرارت تولیدشده در محل جوش ندارد. این ویژگی باعث می‌شود که فلزاتی با خصوصیات کاملاً متفاوت به‌راحتی به یکدیگر جوش داده شوند، مانند جوشکاری فولاد ضدزنگ به آلومینیوم یا مس.
فلز پس از ذوب شدن قطعات، تقریباً بلافاصله جامد می‌شود و حداقل میزان اکسیداسیون رخ می‌دهد. همچنین، نیازی به استفاده از گاز محافظ یا ماده کمک‌جوش (فلاکس) نیست.
رایج‌ترین کاربرد جوشکاری ضربه‌ای، اتصال قطعات با سطح مقطع کوچک مانند سیم‌ها و میله‌های با قطر کم است، اما این روش برای جوشکاری قطعات بزرگ‌تر نیز مورد استفاده قرار می‌گیرد.
نیروی جوشکاری می‌تواند از طریق الکترومغناطیس، فنرها، پیستون‌های پنوماتیکی، نیروی جاذبه و روش‌های دیگر اعمال شود. قطعات کار باید در مدت‌زمانی کوتاه به یکدیگر نزدیک شوند؛ سرعت معمول این فرآیند بین ۰٫۵ تا ۳ متر بر ثانیه است.
کل فرایند در چند میلی‌ثانیه تکمیل می‌شود. تخلیه الکتریکی باید قبل از تماس کامل قطعات یا قبل از تماس کل سطح قطعات آغاز شود. دو روش اصلی برای این کار عبارتند از: تخلیه با استفاده از نوک (Nib Initiated Discharge) و تخلیه با ولتاژ بالا (High Voltage Discharge)

### تخلیه با استفاده از نوک

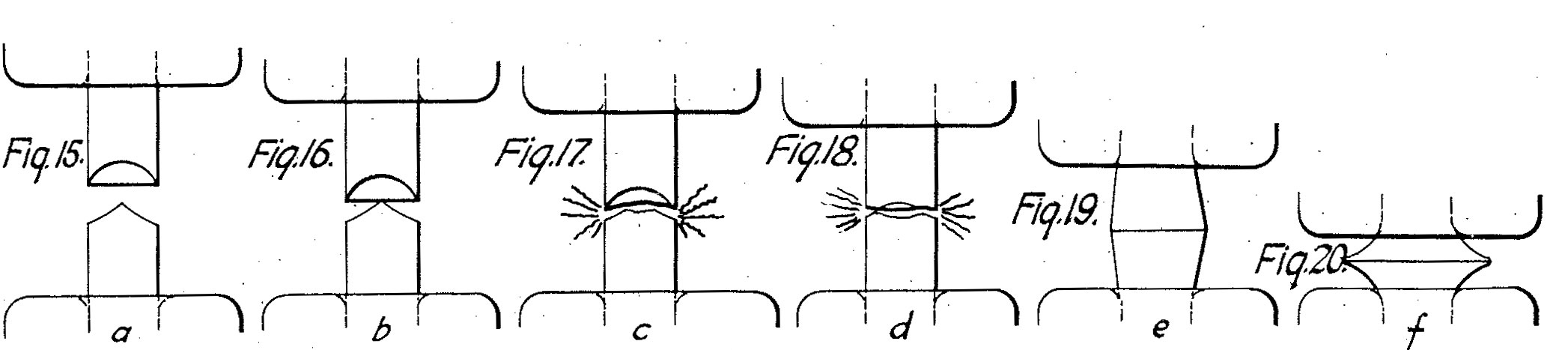
دنباله جوشکاری ضربه ای نوک

نوک – یک برآمدگی نازک و تیز در نوک یکی از قطعات – ابتدا تماس را برقرار کرده و تخلیه کامل را آغاز می‌کند. به‌طور تاریخی، این اولین نوع جوشکاری ضربه‌ای بود که در سال 1913 توسط لوئیس دبلیو. چاب ثبت اختراع شد. این فرایند هنوز هم امروز مورد استفاده قرار می‌گیرد، به‌ویژه در جوشکاری پیچ‌ها.
جوشکاری با شروع از نوک می‌تواند از جریان متناوب تأمین‌شده توسط ترانسفورماتور یا خازن‌هایی که با جریان مستقیم شارژ شده‌اند استفاده کند.
این فرآیند برای جوشکاری نوک‌های سخت‌پوش (ساتلایت) به ابزارها، مس به آلومینیوم یا فولاد زنگ‌نزن، نوک‌های نقره‌ای به مس، چدن به فولاد، سیم‌های ورودی در لامپ‌های الکتریکی و روی به فولاد استفاده می‌شود. همچنین، طلا، نقره، مس-تنگستن، نقره-تنگستن و نقره-اکسید کادمیوم به آلیاژهای مس برای مونتاژهای رایج در اتصالات الکتریکی به روش پرکاشنی جوش داده می‌شوند.

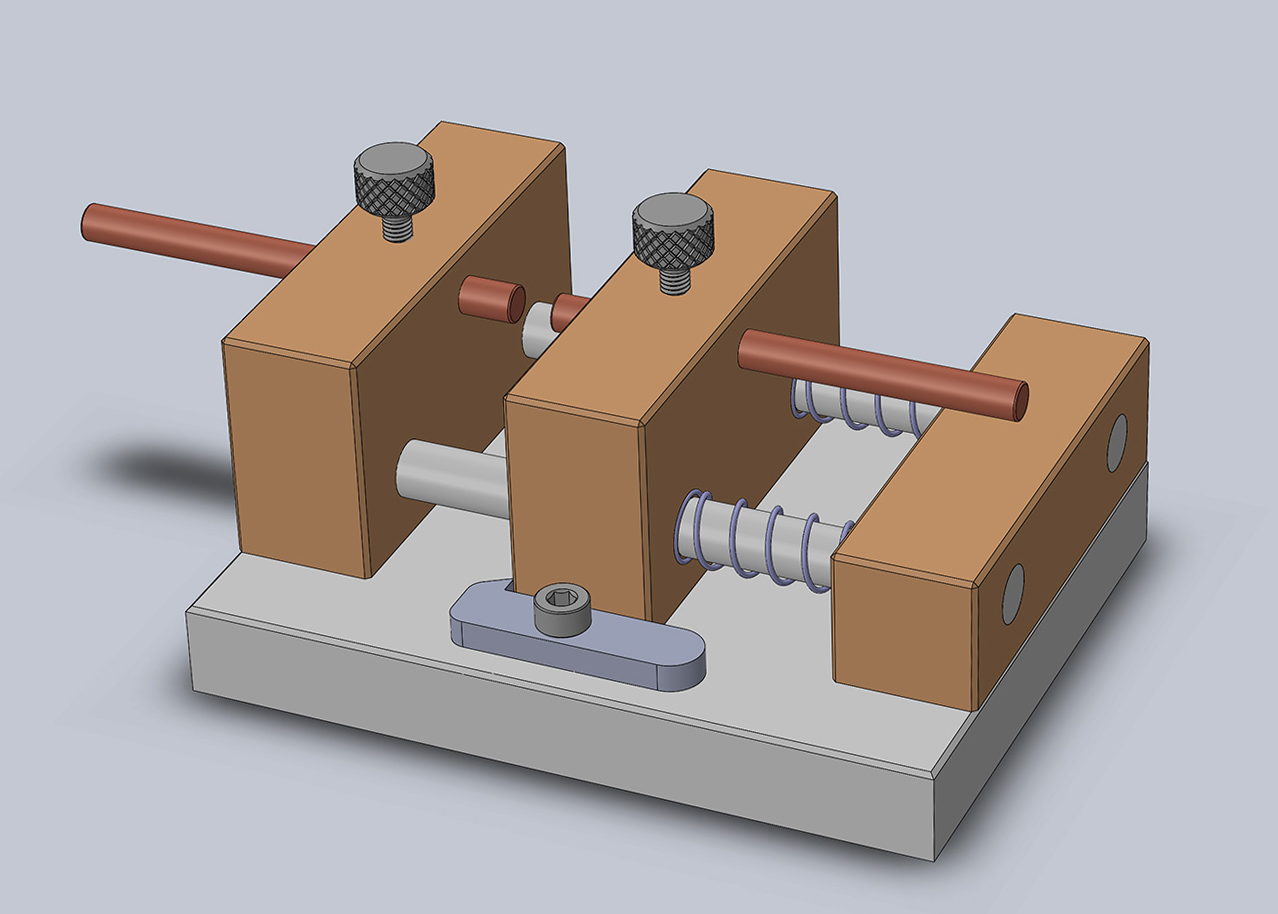
یکی از اشکال اتصالات جوشکاری ضربه‌ای

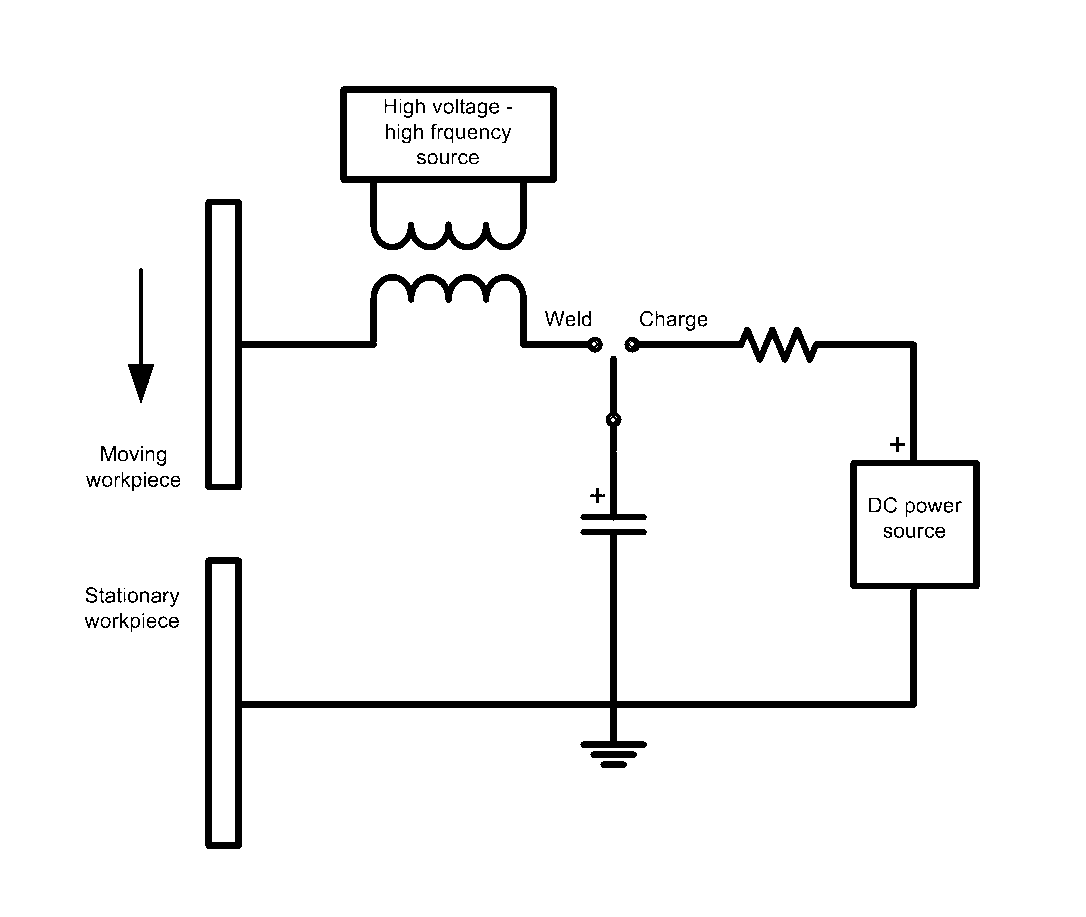
جوشکاری ضربه‌ای با استارت قوس RF

### تخلیه با ولتاژ بالا
جوشکاری ضربه‌ای با ولتاژ بالا – که ولتاژ بالا توسط یک خازن یا مجموعه‌ای از خازن‌ها تأمین می‌شود – معمولاً برای قطعات کوچک استفاده می‌شود. هنگامی که قطعات در حال نزدیک شدن به یکدیگر هستند و کمی قبل از تماس، فاصله هوایی بین قطعات به اندازه کافی کوچک می‌شود تا باعث تخلیه الکتریکی شود. این فاصله معمولاً در حدود ۰٫۵ تا ۲ میلی‌متر است و ولتاژهای استفاده‌شده معمولاً بین ۱ تا ۵ کیلوولت هستند.
ولتاژهای پایین‌تر در محدوده ۵۰ ولت تا ۱۵۰ ولت نیز می‌توانند با شروع قوس با فرکانس بالا استفاده شوند. جریان با ولتاژ بالا و فرکانس بالا بر روی ولتاژ پایین خازن سوپرایم‌پوز می‌شود. پس از آغاز قوس در شکاف، هوای یونیزه‌شده به رسانا تبدیل می‌شود و باعث تخلیه الکتریکی خازن می‌گردد.
فرآیند جوشکاری ضربه‌ای دارای نقاط قوت زیادی می‌باشد برای مثال، عمق گرم شدن بسیار کم بوده و چرخه زمانی آن بسیار کوتاه است. این فرآیند به قدری سریع است (حدود 0.1 ثانیه طول می‌کشد) که تأثیر گرمایی روی ماده مجاور محل جوش بسیار ناچیز است. لازم به ذکر است که این فرآیند فقط به نواحی کوچک (تا 3.2 سانتی‌متر مربع) با مقاطع تقریباً منظم محدود می‌شود. ورق‌های نازک با مساحت معادل را نمی‌توان با این روش به هم متصل کرد.

## جستار وابسته
جوشکاری تیگ
جوشکاری زیرآب
الکترود
جوشکاری قوسی
جوشکاری